# Ascolaimus elegans
Ascolaimus elegans is een rondwormensoort uit de familie van de Axonolaimidae.